# Józefinka (wzgórze)
Józefinka (Josephinenberg, Josefinien-Berg), to niewielkie wzniesienie we Wrocławiu, położone w rejonie osiedla Opatowice. Do wzniesienia prowadzi droga, która przed II wojną światową nosiła nazwę Josephinenweg, a obecnie pozostaje bezimienna. Zlokalizowane jest przy Grobli Opatowickiej Zachodniej, na granicy obszarów rolniczych położonych przy tym osiedlu i terenów wodonośnych Wrocławia.